# Сталинградский район
Сталингра́дский райо́н — существовавшая с 1928 по 1935 административно-территориальная единица РСФСР и СССР. Район был образован в 1928 году одновременно с созданием Нижне-Волжского края как часть входящего в состав края Сталинградского округа. В 1930 году округа на территории СССР были ликвидированы и район вошёл в состав края напрямую. После разделения края в 1934 году на Сталинградский и Саратовский края район вошёл в состав Сталинградского края. В 1935 году район был ликвидирован, его территория распределена между другими районами края. На протяжении всего времени существования административным центром района являлся город Сталинград, который сам не входил в состав района.

## История
В Сталинградский район при его создании вошли следующие территории и населённые пункты:
- вся Сталинградская волость;
- хутора Качалинской волости Сталинградского уезда: Вертячий, Песковатский, Н. Алексеевский, Бабурчик, Заподновский, Рассошка, Варламов, Араканцев 2-й, Грачевский, Котлубанский, Самофаловский;
- сёла и хутора Дубовской волости Сталинградского уезда: Ерзовка, Бобров, Грачи, Варламов, Томилин;
- хутора Средне-Ахтубинской волости Ленинского уезда:  Бурковский, Калмыцкий, Кощий, Бальсанов, Безымянный, Рачков, Деревенский, Сметанкин, Лесной, Старенький, Новенький, Лебяжий, Каркавский, Желтухин, Обухов, Корчагин.

Всего 26 сельсоветов.

## Население
По результатам переписи населения 1926 года в районе проживало 39 866 человек. К 1931 году в районе проживало
53 100 человек.